# Я не біжу
Я не біжу (I Don't Run) — другий студійний альбом іспанського гаражного рок- гурту Hinds. Він був випущений 6 квітня 2018 року під назвою Mom + Pop Music і став їхнім першим студійним альбомом після Leave Me Alone 2016 року.  Гурт працював над альбомом з Гордоном Рафаелем, який продюсував альбоми для американського гурту The Strokes і співачки Регіни Спектор .   Альбому передували сингли та кліпи на «New For You», «The Club» і «Finally Floating». 1 жовтня 2018 року Хайндс випустив альтернативну акустичну версію «Rookie» через Amazon Music, натхненну спокійною версією « Revolution » The Beatles . 

## Музика і слова
I Don't Run включає дзвінку гітару та гру подвійних вокалісток Ани Перроте та Карлотти Косіалс, а критики порівнюють музику з The Strokes, The Velvet Underground, The Breeders, Beach House та The Libertines . Альбом містить як бадьорі, так і спокійні пісні з використанням вокальних гармоній, співів, гітарних рифів і розмитого вокалу.  
У ліричному плані альбом розглядає більш зрілі теми, ніж Leave Me Alone, включно з негламурними реаліями незручних романтичних ситуацій, невірності, роману на відстані та самотності гастролей. Альбом містить тексти англійською та іспанською мовами. 

## Рецепція
Я не бігаю отримав однаково позитивні відгуки після випуску. Критики високо оцінили здатність Хайндса залишатися грайливим і автентичним, навіть удосконалюючи свої тексти та урізноманітнюючи їх звучання. Декілька критиків відзначили збільшення витонченості структури пісні та точності порівняно з їхнім першим альбомом, а Стюарт Берман із Pitchfork похвалив його «неперевершену пісенну майстерність». Вілл Гермес із журналу Rolling Stone назвав альбом «перлиною відродження інді-року» та описав музичні якості альбому як «бадьорий стрімкий звук, п’янкий мелодизм і яскраві гітари».  Для журналу Flood Magazine Лідія Пудзяновскі написала, що Hinds «багато чому навчилися після свого прориву, що призвело до більш впевненого звучання, яке підсилює те, що змусило людей полюбити групу в першу чергу». 
Стосовно текстів альбому Ілана Каплан з The Independent написала, що їх слід сприймати серйозно, навіть якщо гурт «процвітає через свої недосконалості».  Берман із Pitchfork написав, що «чутне почуття товариства» між двома вокалістками, Аною Перроте та Карлоттою Косіалс, є найсильнішою характеристикою альбому.  Обговорюючи слабке місце альбому в позитивній рецензії, Джордан Бассетт з NME написав, що альбом не розширює музичні межі, а скоріше в основному спирається на звуки минулих десятиліть. 
У червні 2018 року Rolling Stone включив I Don't Run до свого списку «50 найкращих альбомів 2018 року на даний момент», причому Вілл Гермес вихваляв його «розкішну чудовість» і порівнював удари барабанів із ударами Мо Такера з The Velvet Underground. . 

## Трек-лист
Усі треки були написані Hinds (Carlotta Cosials, Amber Grimbergen, Ade Martín та Ana Perrote). Усі треки були спродюсовані Хіндсом та Гордоном Рафаелем, за винятком «New for You», який був спродюсований Хіндсом.
| #     | Назва                         | Тривалість |
| ----- | ----------------------------- | ---------- |
| 1.    | «The Club»                    | 3:17       |
| 2.    | «Soberland»                   | 2:45       |
| 3.    | «Linda»                       | 3:34       |
| 4.    | «New for You»                 | 3:26       |
| 5.    | «Echoing My Name»             | 3:36       |
| 6.    | «Tester»                      | 3:54       |
| 7.    | «Finally Floating»            | 4:06       |
| 8.    | «I Feel Cold But I Feel More» | 3:51       |
| 9.    | «To the Morning Light»        | 3:41       |
| 10.   | «Rookie»                      | 3:13       |
| 11.   | «Ma Nuit»                     | 4:17       |
| 39:40 |                               |            |

## Персонал

### Хиндс
- Карлотта Косіалс – вокал, гітара
- Ембер Грімберген – ударні
- Аде Мартін — бас-гітара
- Ana García Perrote – вокал, гітара

### Додатковий персонал
- Шон Еверетт – зведення
- Пако Локо – інженерія
- Гордон Рафаель – виробництво
- Нілам Хан Вела – фотографія

## Чарти
| Chart (2018) | Позиції |
| ------------ | ------- |
| 31           | 31      |
| 77           | 77      |
| 11           | 11      |
| 8            | 8       |
| 22           | 22      |